# Végy egy kicsit feleségül!
A Végy egy kicsit feleségül! (Marry Me a Little) a Született feleségek (Desperate Housewives) című amerikai filmsorozat százkilencedik epizódja. Az Amerikai Egyesült Államokban először az ABC (American Broadcasting Company) adó vetítette 2009. május 10-én.

## Az epizód cselekménye
Dave továbbra is bosszút forral Susan ellen, amelyhez ezúttal már M.J.-t is megpróbálja felhasználni. Eközben Jackson és Susan eljegyzési partit rendeznek, ahová az összes barátjukat meghívják. Susan azonban csak a bulin gondol bele, hogy emiatt le kell mondania a tartásdíjról. Gaby találkozik egy régi barátnőjével, aki hajléktalanná vált, majd segít neki. Tom túl öregnek érzi magát, ezért kitalálja, hogy eltüntetteti a ráncait egy plasztikai sebésszel. Lynette persze le akarja beszélni róla, ezért bemutatja egy páciensnek, akinek nem sikerült a műtétje. Mike végre megkéri Katherine kezét. Bree Karllal együtt betör a saját házába, hogy minél több értéket rejtsen el a férje elől. Egy telefon miatt azonban Orson rájön a csalásra. Dave pedig azzal, hogy szól a bevándorlási hivatalnak Jackson tartózkodási helyéről, tönkreteszi az esküvőt...

## Mellékszereplők
- Richard Burgi - Karl Mayer
- Gale Harold - Jackson Braddock
- Wendy Makkena - Fran
- Todd Cahoon - Bill Brown
- Jeff Doucette - Crowley atya
- Nancy Linari - Evelyn
- Madison De La Garza - Juanita Solis
- Daniella Baltodano - Celia Solis
- Mason Vale Cotton - M.J. Delfino
- Paul Ryan - Bruce
- Thomas Lumberg Jr. - Bevándorlási ügynök
- Biff Wiff - Hajléktalan férfi
- Robert Sudduth - Eric

## Mary Alice epizódzáró monológja
- A narrátor, Mary Alice monológja az epizód végén így hangzik (a magyar változat alapján):

"Mindenki visel valamiféle álarcot. Úgyhogy nagyon kell figyelni, hogy megleljük a mögötte rejlő igazságot. Némelyek az öregség miatti félelmüket leplezik vele. Mások a pénzügyi csődtől való rettegésüket rejtik alá. Megint mások egy szűnni nem akaró szerelmet takargatnak vele. És aztán ott vannak azok, akik levetik az álarcukat. Ha a szemükbe nézünk, meglátjuk hogy valójában kik ők, és hogy pontosan mire is képesek."

## Epizódcímek más nyelveken
- Angol: Marry Me a Little (Végy egy kicsit feleségül!)
- Francia: Épouse-moi... un peu (Végy feleségül... egy kicsit)
- Olasz: Maschere (Maszkok)
- Német: Ein kleines bisschen Hochzeit (Egy kis esküvő)